# Tańcz dla mnie tańcz
Tańcz dla mnie tańcz – pierwszy album studyjny Haliny Benedyk, wydany w 1987 roku nakładem wydawnictwa muzycznego Arston. Album zawiera 10 utworów wokalistki, w tym przebój „Mamy po 20 lat”, który na Krajowym Festiwalu Piosenki Polskiej w Opolu w 1987 roku zdobył nagrodę publiczności oraz tytuł piosenki roku w Programie I Polskiego Radia.

## Lista utworów
Opracowano na podstawie materiału źródłowego.
1. „Kochaj mnie pogodnie”
2. „Lekko kołysz mnie”
3. „Z Tobą na top”
4. „W naszych sercach”
5. „Serce za sercem goni”
6. „Tańcz dla mnie tańcz”
7. „W taką noc jak ta”
8. „Papierowe skrzydła”
9. „Tramwajem na Hawaje”
10. „Mamy po 20 lat”